# نصارة الصغرى (دار خوين)
نصارة الصغرى (بالفارسية: نثاره کوچک) هي منطقة سكنية تقع في إيران في قسم دار خوين الريفي. يقدر عدد سكانها بـ 215 نسمة بحسب إحصاء 2016.